# برش نهایی (فیلم ۲۰۰۴)
برش نهایی (به انگلیسی: The Final Cut) یا آخرین تدوین فیلمی محصول سال ۲۰۰۴ به کارگردانی عمر نعیم است. در این فیلم بازیگرانی همچون رابین ویلیامز، میرا سوروینو، جیمز کاویزل، میمی کیزیک، استفانی رومانوف، ژنوی بوچنر، برندن فلچر، کریستوفر بریتون و جولی کالینز ایفای نقش کرده‌اند.

## خلاصه
داستان فیلم در دنیایی اتفاق می افتد که میکروچیپهایی که در مغز کار گذاشته شده تمام لحظات زندگی فرد را ثبت و ضبط می کند.این چیپها پس از مرگ جدا شده تا دوستاران او بتوانند لحظات زندگی او را به یاد بیاورند.در این میان "فلچر" گروهی را رهبری می کند که با این تکنولوژی مخالف هستند و...